# Kohlenhydratkonzentrat

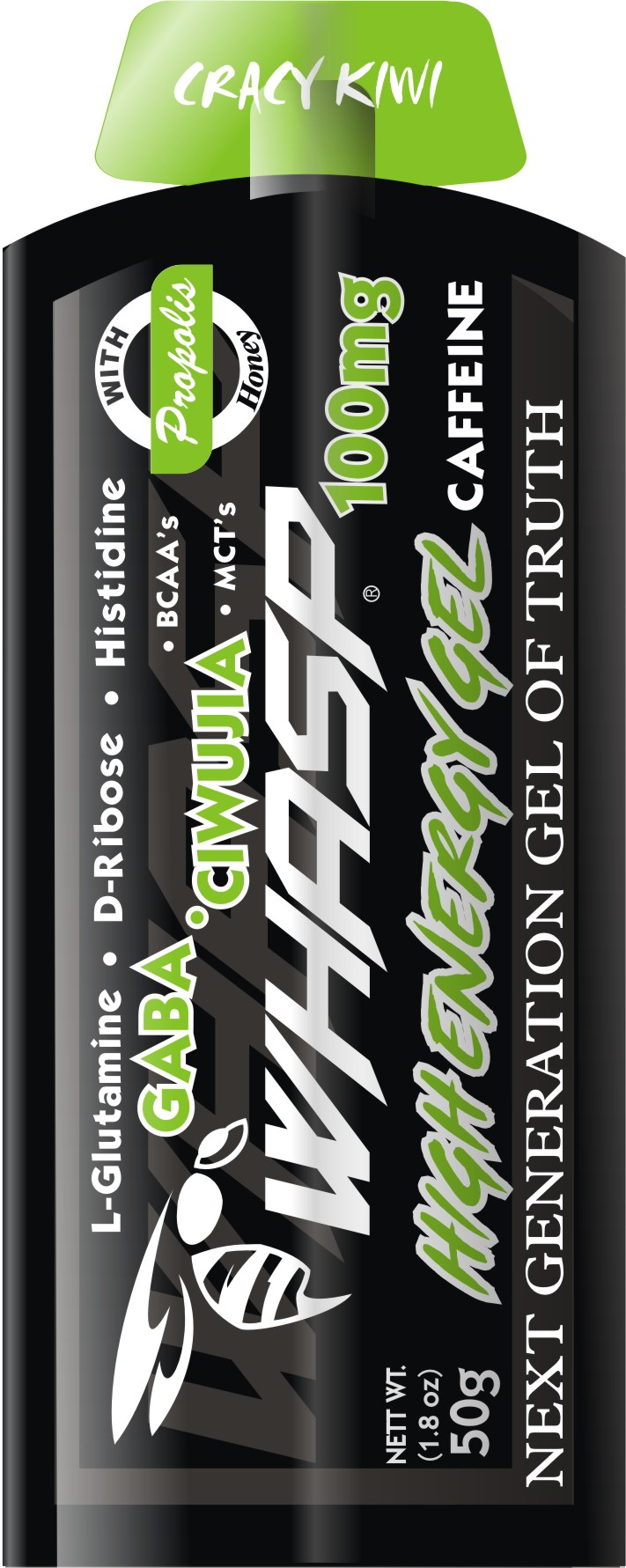
Ein Energy Gel

Ein Kohlenhydratkonzentrat ist ein kohlenhydratreiches Nahrungsergänzungsmittel für Leistungssportler. Es soll durch seinen Energiegehalt dazu dienen, bei intensiven Ausdauerbelastungen wie einem Marathonlauf eine Entleerung der muskulären Glykogenspeicher und den damit drohenden Leistungseinbruch („Mann mit dem Hammer“) zu vermeiden. Die Darreichungsform ist meist ein Gel (sogenannte Kohlenhydratgels, Energiegels oder Energy Gels). Es gibt allerdings verschiedene Produkte wie Riegel, Gummibärchen, Smoothies und anderes. Empfohlen wird, Energiegele nur im Rahmen einer abwechslungsreichen und ausgewogenen Ernährung und einer gesunden Lebensweise zu konsumieren.

## Zusammensetzung
Kohlenhydratkonzentrate enthalten verschiedene Zuckerarten, die vom Körper unterschiedlich aufgenommen werden. Dies sind meist Glucose, Fructose, Trehalose oder Maltodextrin. Bei Produkten, die nach dem Sport konsumiert werden sollen, sind Isomaltose oder Amylopektin enthalten. Einige Gele enthalten auch verzweigtkettige Aminosäuren wie Leucin, Isoleucin und Valin sowie andere Proteinbestandteile und Vitamine wie Vitamin B2 und Vitamin B6.

## Typische Nährwerte, jeweils per 100 g
- Energie: 250–370 kcal
- Kohlenhydrate: 60–90 g
- Eiweiß: 0 g
- Fett: 0 g

Je nach Sorte sind weitere Zusätze wie Koffein und Taurin enthalten.

## Grundidee und Einnahme
Um eine möglichst rasche Energie- und Flüssigkeitszufuhr über den Dünndarm zu erreichen, muss ein Sportgetränk als isotonisches Getränk vorliegen. Grundidee der Kohlenhydratkonzentrate ist es, bei Wettkämpfen und in anderen Situationen, in denen nur Wasser als Getränk bereitgestellt wird oder verfügbar ist, direkt vor Ort ein solches kohlenhydrathaltiges Getränk „herstellen“ zu können. Dazu wird das mitgebrachte Konzentrat konsumiert und mit der vom Hersteller empfohlenen Menge Wasser „nachgespült“. So erreicht man eine kurze Magenverweildauer und eine rasche Aufnahme in die Blutbahn. Unterschreitet man jedoch die empfohlene Wassermenge, wird die Aufnahme wegen der dann vorliegenden Hypertonizität verlangsamt. Daher stößt eine fehlende Angabe zur Flüssigkeitszufuhr auf Kritik.
Ein willkommener Nebeneffekt ist, dass man über die Anzahl der eingenommenen Portionen einen Überblick über die Kohlenhydratzufuhr während der Belastung hat. Dies ist besonders bei Langzeitausdauerbelastungen wie im Straßenradsport oder im Triathlon wichtig, bei denen über Stunden hinweg eine gleichmäßige Energiezufuhr angestrebt und reines Wasser auch zur äußeren Kühlung verwendet wird.

## Geschichte
Der Mediziner, Sportwissenschaftler und Marathonläufer Tim Noakes aus Südafrika entwickelte im Jahr 1987 mit seinem Team ein Gel, das in einer 25-Gramm-Packung genügend Energie für eine Stunde liefern sollte. Die südafrikanische Firma Leppin Sport übernahm die Produktion unter der Marke Squeezy, und die Verwendung dieser Gels durch einen Triathleten beim Ironman Europe 1993 in Roth erweckte das Interesse des damaligen Importeurs von Principia-Triathlonrädern. Er erwarb die Rezeptur und die weltweiten Vertriebsrechte und brachte es 1994 in Deutschland auf den Markt. Seitdem wurde es von vielen anderen Herstellern kopiert; 2019 stellte Squeezy ein Set mit nachfüllbaren Flaschen vor.

## Wirkung
Kohlenhydratkonzentrate sind sehr energiereich und erleichtern damit vor allem Wettkampfsportlern in lang andauernden, hochintensiven Ausdauersportarten, vor dem Wettkampf die Kohlenhydratspeicher optimal zu füllen, während des Wettkampfs die Speicher wieder aufzufüllen und danach zu regenerieren. Dieselbe Wirkung kann grundsätzlich jedoch auch durch normale Lebensmittel wie Brot, Nudeln, Reis oder Bananen erzielt werden. Mitunter sollen Zusätze von Koffein die Leistung steigern, können aber zu Nebenwirkungen führen wie Nervosität, Schwindel oder Kopfschmerz.
Häufiger Verzehr von Kohlenhydratkonzentraten kann ohne entsprechenden Energieverbrauch zu Überernährung und Übergewicht führen. Je nach Menge und individueller Verträglichkeit können Gele oder Riegel mit Zuckeraustauschstoffen zu Bauchschmerzen führen; manche Produkte haben einen hohen Fruktoseanteil, so dass bereits zwei Gel-Tütchen dazu führen können, die üblicherweise verträgliche Menge Fruktose zu überschreiten.
Typische Riegel liefern etwa 400 bis 500 kcal, Gele pro 100 Gramm je nach Wassergehalt 150 bis 250 kcal. Die typische Packungsgröße der Gele liegt zwischen 30 und 60 Gramm; ein Tütchen liefert damit ungefähr 100 kcal aus Kohlenhydraten, was einer Banane entspricht.